# Pulo Intan
Pulo Intan is een bestuurslaag in het regentschap Bener Meriah van de provincie Atjeh, Indonesië. Pulo Intan telt 283 inwoners (volkstelling 2010).